# Neopsilochorema tricarinatum
Neopsilochorema tricarinatum är en nattsländeart som beskrevs av Schmid 1955. Neopsilochorema tricarinatum ingår i släktet Neopsilochorema och familjen Hydrobiosidae. Inga underarter finns listade i Catalogue of Life.